# 구니가미군

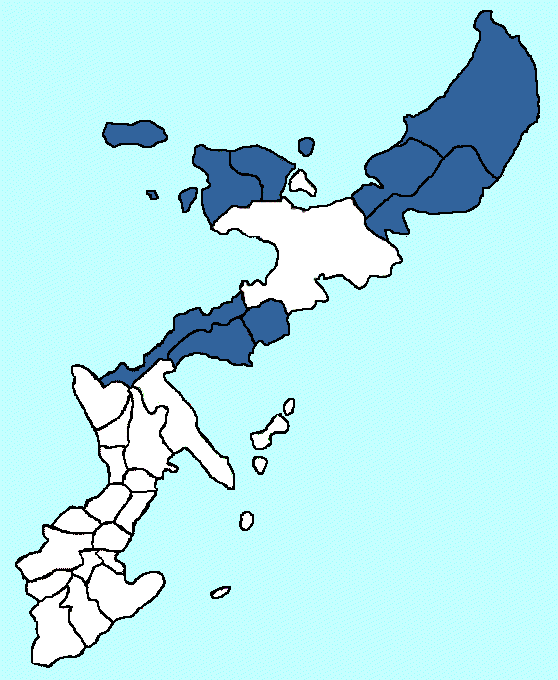
구니가미 군의 위치

구니가미군(일본어: 国頭郡, 오키나와어: Kunjan)은 오키나와현의 군이다.
인구 61,989명, 면적 577.26km², 인구밀도 107명/km².(2025년 5월 1일, 추계인구)

## 행정 구역
이하 2정 7촌으로 구성된다
- 이에촌(伊江村)
- 오기미촌(大宜味村)
- 온나촌(恩納村)
- 기노자촌(宜野座村)
- 구니가미촌(国頭村)
- 나키진촌(今帰仁村)
- 히가시촌(東村)
- 긴정(金武町)
- 모토부정(本部町)

## 개요
자연의 보물창고라고 불리는 얀바루가 구니가미 군에 있다. 행정상 시마지리군에 속해 있는 이헤야촌과 이제나촌도 구니가미 군의 일부로 취급하는 경우도 있다.